# Ambrose-Walton-Methode
Die Ambrose-Walton-Methode
ist ein Verfahren zur Abschätzung des Dampfdrucks reiner Stoffe. Die Methode basiert auf dem Theorem der übereinstimmenden Zustände und benutzt die kritische Temperatur, den kritischen Druck und den azentrischen Faktor. Es ist eine Fortentwicklung der Lee-Kesler-Methode.

## Bestimmungsgleichungen
{\displaystyle \ln {\frac {P}{P_{\mathrm {c} }}}=f^{(0)}+\omega \cdot f^{(1)}+{\omega }^{2}\cdot f^{(2)}}
{\displaystyle f^{(0)}={\frac {-5{,}97616\cdot \tau +1{,}29874\cdot \tau ^{1{,}5}-0{,}60394\cdot \tau ^{2{,}5}-1{,}06841\cdot \tau ^{5}}{T_{\mathrm {r} }}}}
{\displaystyle f^{(1)}={\frac {-5{,}03365\cdot \tau +1{,}11505\cdot \tau ^{1{,}5}-5{,}41217\cdot \tau ^{2{,}5}-7{,}46628\cdot \tau ^{5}}{T_{\mathrm {r} }}}}
{\displaystyle f^{(2)}={\frac {-0{,}64771\cdot \tau +2{,}41539\cdot \tau ^{1{,}5}-4{,}26979\cdot \tau ^{2{,}5}+3{,}25259\cdot \tau ^{5}}{T_{\mathrm {r} }}}}
mit {\displaystyle \quad T_{\mathrm {r} }={\frac {T}{T_{\mathrm {c} }}}} und {\displaystyle \tau =1-T_{\mathrm {r} }}
{\displaystyle T}: Absolute Temperatur
{\displaystyle T_{\mathrm {c} }}: Kritische Temperatur
{\displaystyle P}: Dampfdruck
{\displaystyle P_{\mathrm {c} }}: Kritischer Druck
{\displaystyle \omega }: Azentrischer Faktor

## Beispielrechnung
Für Aceton ({\displaystyle T_{\mathrm {c} }=508\,\mathrm {K} ,P_{\mathrm {c} }=4700\,\mathrm {kPa} ,\omega =0{,}309}) ergibt sich bei einer Temperatur {\displaystyle T} von 329 Kelvin folgende Rechnung:
Mit {\displaystyle T_{\mathrm {r} }={\frac {329\,\mathrm {K} }{508\,\mathrm {K} }}=0{,}6476} und {\displaystyle \tau =1-T_{\mathrm {r} }=0{,}3524} ergeben sich
{\displaystyle f^{(0)}=-2{,}9097}
{\displaystyle f^{(1)}=-3{,}0571}
{\displaystyle f^{(2)}=-0{,}0309}
{\displaystyle \ln {\frac {P}{P_{\mathrm {c} }}}=-2{,}9097+0{,}309\cdot (-3{,}0571)+0{,}309^{2}\cdot (-0{,}0309)=-3{,}8573}
{\displaystyle P=e^{-3{,}8573}\cdot 4700\,\mathrm {kPa} =99{,}2870\,\mathrm {kPa} }
329 Kelvin ist also etwa die Normalsiedepunktstemperatur von Aceton, also der Punkt an dem Aceton bei Normaldruck ({\displaystyle \approx 101\,\mathrm {kPa} }) gasförmig wird.